# Тёниссен, Ян
Ян Тёниссен (нидерл. Jan Teunissen, 15 апреля 1898 — 24 декабря 1975) — голландский режиссёр 30-х годов, автор первого голландского звукового фильма. Активный сторонник нацизма во время немецкой оккупации.

## Биография
Дебютировал в начале 30-х короткометражными авангардными фильмами «Pierement» (1931) и «Vrijdagavond» (1932). Был режиссёром первого официального звукового фильма «Вильгельм Оранский» (1934, нидерл. Willem van Oranje). Когда фильм провалился, оставил режиссёрскую профессию. Работал монтажёром.
Во время второй мировой войны Тёниссен возглавил Киногильдию Нидерландской Палаты Культуры (нидерл. Filmgilde der Nederlandsche Kultuurkamer), орган для обязательного вступления всем кинодеятелям во время оккупации. Снял несколько пропагандистских фильмов. По этим причинам после войны был отлучён от работы в кино и получил тюремный срок за коллаборационизм.

## Фильмография

### Режиссёр и сценарист
- 1934 — Willem van Oranje

### Ассистент режиссёра
- 1935 — De big van het regiment

### Монтаж
- 1936 — Amsterdam bij nacht
- 1936 — Kermisgasten
- 1936 — Merijntje Gijzen’s jeugd
- 1936 — Op een avond in mei…
- 1937 — Drie wenschen
- 1937 — Pygmalion
- 1938 — Vadertje Langbeen
- 1938 — Veertig jaren
- 1939 — De spooktrein
- 1939 — Morgen gaat het beter!
- 1940 — Ergens in Nederland